# Zonosemata electa
Zonosemata electa är en tvåvingeart som först beskrevs av Thomas Say 1830.  Zonosemata electa ingår i släktet Zonosemata och familjen borrflugor. Inga underarter finns listade i Catalogue of Life.